# Mitsubishi Grandis
El Mitsubishi Grandis es un monovolumen (MPV en inglés) de siete plazas construido por Mitsubishi Motors para reemplazar su línea Chariot/Space Wagón/Nimbus. Fue lanzado el 14 de mayo de 2003, vendiéndose en Japón, el resto de Asia, Europa, Oceanía, México, Honduras, Jamaica, y América del Sur.

## Historia
El estilo exterior estaba basado en líneas generales en el trabajo del diseñador Olivier Boulay realizado en el Mitsubishi Space Liner, un concepto de monovolumen de cuatro asientos con puertas centrales de apertura invertida (denominadas coloquialmente "puertas de suicidio"), exhibido por primera vez en el Salón del Automóvil de Tokio del año 2001.
Fue el primero de los nuevos vehículos en presentar el rediseñado frontal característico que adoptaron todos los modelos de la compañía en la década de los 2000, incluyendo una rejilla más afilada y un pronunciado capó muy inclinado, con el prominente emblema de la marca en relieve. Compartía plataforma con el Mitsubishi Outlander, excepto la distancia al firme aumentada en el todoterreno.

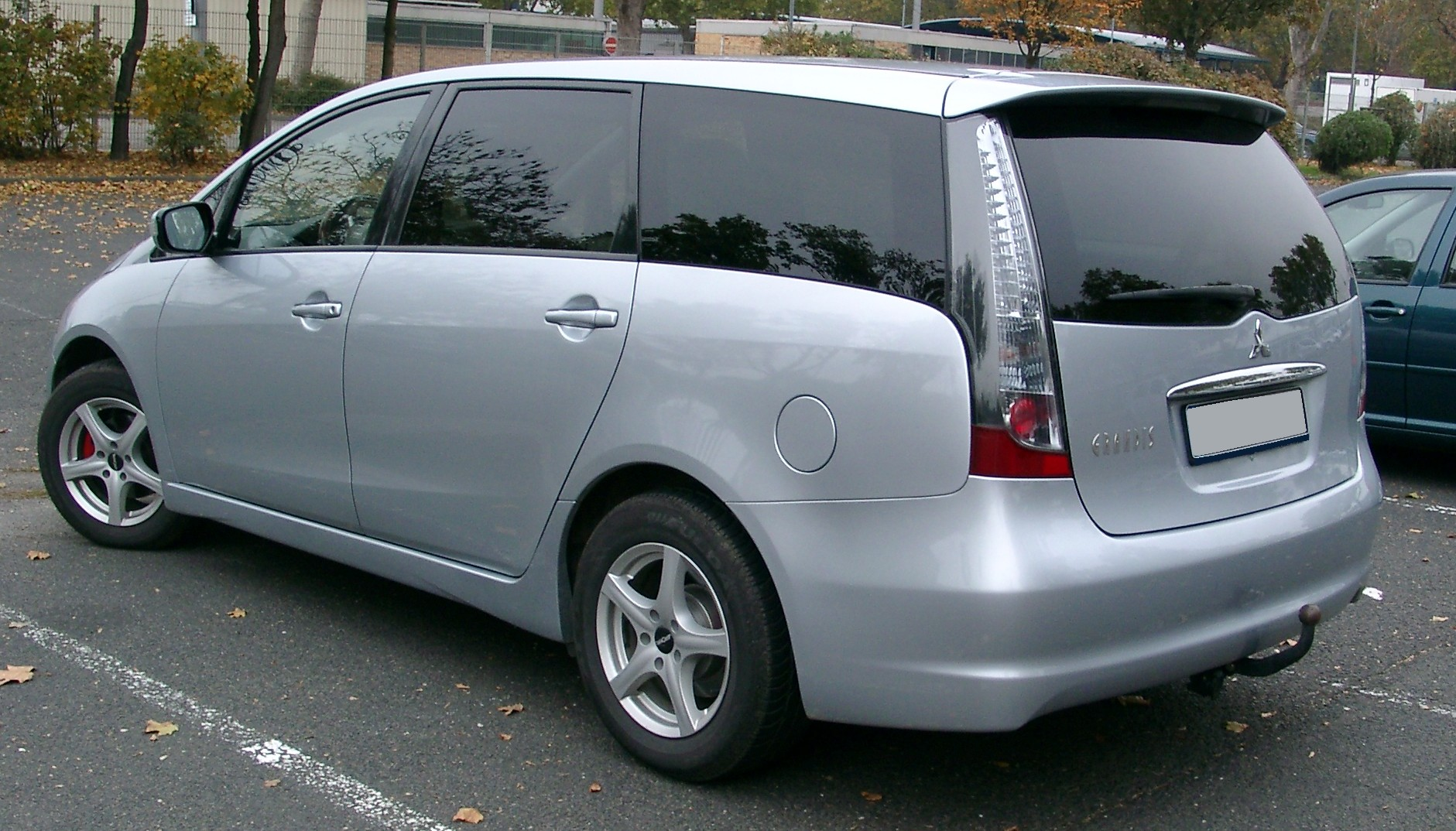
Vista trasera, con su novedosa iluminación LED.

Los motores disponibles eran uno de gasolina de 2.4 litros y cuatro cilindros, y un 2.0 litros turbodiésel suministrado por Volkswagen (no disponible en Jamaica), denominado DI-D (diferenciándose así de la denominación TDI utilizada por Volkswagen).
El Grandis también fue la base para el Mitsubishi FCV (Vehículo de Célula del Combustible), propulsado por una tecnología de célula de combustible desarrollada por el entonces accionista mayoritario DaimlerChrysler. El DCX's "FC System" utilizaba una célula de combustible incluyendo una pila de baterías especiales NiMH, capaces de almacenar 117 litros de hidrógeno comprimido.
Ganó el premio al Mejor MPV en el Bangkok International Motor Show de 2005 a 2010.
Durante marzo de 2009, el Grandis dejó de venderse en el mercado japonés, marcando el fin de la designación Chariot, utilizada ininterrumpidamente por Mitsubishi durante 26 años.
En el año 2011 cesó globalmente de forma definitiva la producción de este vehículo.

## Ventas y producción anuales
| Año  | Producción | Ventas | Ventas           |
| Año  | Producción | Japón  | En el extranjero |
| ---- | ---------- | ------ | ---------------- |
| 2003 | 28,821     | 23,834 | 3,574            |
| 2004 | 19,173     | 5,247  | 14,352           |
| 2005 | 29,466     | 4,490  | 24,507           |
| 2006 | 17,928     | 1,756  | 16,870           |
| 2007 | 15,549     | 674    | 15,161           |
| 2008 | 8,583      | 281    | 8,283            |

(Fuente: Facts & Figures 2008, Facts & Figures 2009, Mitsubishi Motors website)